# El Mokrani
El Mokrani là một đô thị thuộc tỉnh Bouira, Algérie. Dân số thời điểm năm 2002 là 4.856 người.